# Port lotniczy Thakhek
Port lotniczy Thakhek (IATA: THK, ICAO: VLTK) – port lotniczy położony w Thakhek w Laosie.